# 東松山医師会病院
東松山医師会病院は、埼玉県東松山市にある医療機関である。
本院では他の病院で行われている一般外来が無く、入院、治療、検査などの高度医療が必要な場合は、かかりつけ医の紹介により、
病院の医師とかかりつけ医が協力して治療を行っている。

## 沿革
- 昭和42年　病院並びに臨床検査センターを開設する。
- 昭和44年　人間ドック開始する。
- 昭和46年　健康管理部を設置し検診事業を開始する。
- 昭和48年　休日夜間診療開始する。
- 昭和54年　日本外科学会認定施設の許可を得る。また、比企地区の二次救急医療施設となる。
- 昭和63年　本院の一期増築工事完了し新館にて業務開始する。
- 平成元年　二期増築工事完了し全館開設する。
- 平成3年　第二次地域保健計画が策定され，比企圏域でのガン検診を含めた住民基本健診を比企医師会と提携して担当になる。
- 平成6年　訪問看護ステーションを開始する。
- 平成12年　療養型病棟，健診センター並びに病診連携室を開設する。
- 平成13年　通所リハビリテーション「デイケア」を開設する。
- 平成14年　地域医療支援病院の認可を受ける。
- 平成17年　日本医療機能評価機構Ver4.0取得する。
- 平成20年　検診センター機能評価を取得する。

## 診療科
- 内科
- 外科・消化器外科
- 整形外科
- 泌尿器科
- 乳腺外科
- 呼吸器外科
- 甲状腺外科
- 皮膚科
- ペインクリニック科

## アクセス
- 東武東上線「東松山駅」から徒歩7分
- 関越自動車道　東松山ICから車で10分